# Lyriothemis hirundo
Lyriothemis hirundo – gatunek ważki z rodziny ważkowatych (Libellulidae).